# Les hommes morts sont dangereux
Albums de Métal Urbain
J'irai chier dans ton vomi
(2006)
Les hommes morts sont dangereux est le premier album du groupe de punk parisien Métal Urbain. Il est édité pour la première fois en janvier 1981 sous forme de 33 tours et est réédité le 26 décembre 2003 sous forme de double cd. 

## Historique
La liste des chansons inscrite sur la pochette ne correspondait pas à l'ordre réel des chansons et les 1 000 premiers exemplaires français du disque ont été vendus avec un 45 tours comprenant deux morceaux bonus : une nouvelle version d'Hystérie Connective ainsi que la chanson Atlantis. Une version anglaise sortira également, cette version présentant le 45 tours bonus sur le même disque.

## Réception
L'album est inclus dans l'ouvrage Philippe Manœuvre présente : Rock français, de Johnny à BB Brunes, 123 albums essentiels.

## Morceaux

### Face A
1. Hystérie Connective
2. Ghetto
3. Clé de contact
4. Lady Coca-Cola
5. Panik
6. Futurama
7. Snuff Movie
8. Numero Zero

### Face B
1. Paris Maquis
2. Pop Poubelle
3. 50/50
4. Ultra Violence
5. Anarchie au Palace
6. E 202
7. Crève Salope